# 中山大学哲学系
中山大学哲学系（Department of Philosophy, Sun Yat-sen University），是中山大学下属院系之一，始建于1924年，是中山大学最早创建的院系之一。该系系址位于中山大学广州校区南校园。

## 沿革
1924年，孙中山将国立广东高等师范学校、广东公立法政大学、广东公立农业专门学校三所高校合并，组建为国立广东大学，哲学系在国立广东大学成立时创建。1926年，国立广东大学更名为国立中山大学，国立广东大学哲学系随之更名为国立中山大学哲学系。
1952年，中华人民共和国进行全国院系调整，中山大学哲学系被撤销。
1960年，中山大学复办哲学系。

## 历史名师
冯友兰、吴康、朱谦之、何思敬、陈荣捷、马采